# Christoph Preuss von Springenberg
Christoph Preuss von Springenberg (auch: Preiß, Preuß, Prays, Pannonius, Posoniensis, vom Springburg; * 25. Januar 1515 in Pressburg; † 9. April 1590 in Königsberg (Preußen)) war ein ungarischer Dichter und Rhetoriker.

## Leben
Pannonius hatte in Goldberg unter Valentin Trotzendorf seine erste akademische Vorbildung erhalten. Im Sommersemester 1536 immatrikulierte er sich an der Universität Wittenberg. Hier hatte er unter anderem Martin Luther und Philipp Melanchthon kennengelernt. Am 19. September 1538 hatte er in Wittenberg den akademischen Grad eines Magisters erworben. Dies ermöglichte ihm einen akademischen Werdegang. Nach einem kurzen Aufenthalt als Rhetoriklehrer in Goldberg bei Trotzendorf erhielt er 1540 eine Berufung als Professor der Poetik an die Universität Frankfurt (Oder) als Nachfolger von Georg Sabinus. Dieser folgte er Anfang 1541, wo seine Aufnahme in die philosophische Fakultät im Sommersemester 1541 als Professor erfolgte.
Preuß beteiligte sich auch an den organisatorischen Aufgaben der Frankfurter Hochschule. So war er in den Sommersemestern 1542, 1548 und 1556 Dekan der philosophischen Fakultät sowie in den Sommersemestern 1543 und 1553 Rektor der Alma Mater. Von dem Kurfürsten Joachim II von Brandenburg wurde er 1541 als Sekretär auf Reichstag und Religionsgespräch von Regensburg mitgenommen. Auch am Wormser Religionsgespräch war er beteiligt. Zudem hatte er diesen 1542 als lateinischen Sekretär mit nach Ungarn begleitet, wo der Kurfürst sich am Türkenkrieg beteiligte. Zurückgekehrt nach Frankfurt, trat er in einen regelmäßigen Briefkontakt mit Melanchthon.
Als guter Poet hatte er sich in jener Zeit besonders mit dem großen Rhetoriker Marcus Tullius Cicero beschäftigt. 1558 folgte er einem Ruf als Syndikus nach Olmütz. Für die mährische Hauptstadt hatte er während dieser Zeit einige Angelegenheiten am Hof des Kaisers Ferdinand zu klären, für den er selbst einige Dienste übernahm, wozu er mit dem Prädikat „Vom Springenberg“ in den Adelstand erhoben wurde. 1565 ging er als Syndikus in die Stadt Thorn. Ab 1579 verbrachte er seine letzten Lebensjahre in Königsberg, wo man ihm die Professur der Rhetorik übertragen hatte. 1582 hatte er auch das Rektorat der Hochschule bekleidet.